# Captain America: The Winter Soldier
Captain America: The Winter Soldier è un film del 2014 diretto da Anthony e Joe Russo.
Basato sul personaggio di Capitan America di Marvel Comics, è il nono film del Marvel Cinematic Universe (MCU) e sequel del film Captain America - Il primo Vendicatore (2011).
Prodotto dai Marvel Studios e distribuito dalla Walt Disney Studios Motion Pictures. Il cast vede Chris Evans interpretare Steve Rogers / Captain America, insieme a Scarlett Johansson, Sebastian Stan, Anthony Mackie, Cobie Smulders, Frank Grillo, Emily VanCamp, Hayley Atwell, Toby Jones, Jenny Agutter, Robert Redford e Samuel L. Jackson.

## Trama
Due anni dopo la battaglia a New York, Steve Rogers vive a Washington D.C., dove lavora per lo S.H.I.E.L.D. mentre cerca di adattarsi alla società moderna. Rogers e Natasha Romanoff vengono mandati insieme alla squadra S.T.R.I.K.E., guidata dall'agente Rumlow, a liberare alcuni ostaggi su una nave dello S.H.I.E.L.D. presa d'assalto dal mercenario Georges Batroc. A bordo, Steve scopre Romanoff mentre preleva a sua insaputa dei file dai computer della nave. Tornato al quartier generale dell'agenzia, il Triskelion, Rogers chiede spiegazioni a Nick Fury, che gli mostra il progetto Insight: tre Helicarrier collegati a satelliti spia e progettati per prevenire qualsiasi tipo di minaccia. Fury non riesce a decriptare i dati recuperati da Natasha e, insospettitosi, chiede ad Alexander Pierce, segretario generale dello S.H.I.E.L.D., di rimandare il progetto Insight.
Fury viene attaccato da alcuni uomini guidati da un assassino conosciuto come il Soldato d'Inverno. Fury riesce a fuggire e si nasconde a casa di Rogers, ma dopo aver consegnato a quest'ultimo la chiave USB con i dati, Fury viene colpito a morte dal Soldato d'Inverno. Il giorno seguente Rogers viene convocato da Alexander Pierce, e quando si rifiuta di rivelare a Pierce delle informazioni su Fury, viene dichiarato nemico dello S.H.I.E.L.D. ed è costretto a fuggire. Steve si incontra con Natasha e grazie ai dati della chiave USB scoprono un bunker segreto dello S.H.I.E.L.D. sotto Camp Lehigh, nel New Jersey, la base militare dove Rogers era stato addestrato durante la seconda guerra mondiale; là attivano un supercomputer contenente la coscienza di Arnim Zola, il quale rivela loro che sin dalla fondazione dello S.H.I.E.L.D., l'Hydra si è segretamente infiltrata nell'organizzazione, spargendo il caos in tutto il mondo nella speranza che l'umanità rinunciasse spontaneamente alla libertà in cambio della sicurezza ed eliminando le possibili minacce come Howard Stark. Rogers e Romanoff riescono poi a sopravvivere a un missile lanciato contro il bunker, e capiscono che Pierce è il leader dell'Hydra.
I due chiedono aiuto a Sam Wilson, amico di Steve ed ex paracadutista della USAF e pilota della tuta alare "Falcon". I tre interrogano l'agente Jasper Sitwell, in realtà membro dell'Hydra, il quale rivela loro che Zola ha sviluppato un algoritmo capace di identificare gli individui che potrebbero in futuro opporsi ai loro piani, per poi eliminarli grazie ai nuovi Helicarrier. Rogers, Romanoff e Wilson vengono attaccati dal Soldato d'Inverno, che uccide Sitwell. Durante la battaglia Rogers scopre che il Soldato d'Inverno è in realtà Bucky Barnes, il suo migliore amico, catturato e sottoposto a esperimenti durante la seconda guerra mondiale. Il trio viene salvato da Maria Hill, che li conduce in un rifugio sicuro dove Fury, che aveva finto la sua morte, sta pianificando una missione per sabotare gli Helicarrier sostituendo i loro chip di controllo.
Al Triskelion giungono i membri del Consiglio Mondiale per la Sicurezza per assistere al lancio degli Helicarrier, e Steve comunica all'intera base S.H.I.E.L.D. il vero piano dell'Hydra. La Vedova Nera, travestita da membro del Consiglio, disarma Pierce, il quale viene poi costretto da Fury a sbloccare il database dello S.H.I.E.L.D., per poter rivelare al mondo intero i veri piani dell'Hydra. Dopo una breve lotta Fury spara a Pierce, uccidendolo. Nel frattempo Rogers e Wilson attaccano gli Helicarrier e riescono a sostituire due dei tre chip, ma il Soldato d'Inverno distrugge l'armatura di Wilson e raggiunge Rogers sull'ultimo Helicarrier. Durante la lotta Rogers cerca di far tornare la memoria a Bucky e riesce a sostituire l'ultimo chip, permettendo così a Maria Hill di prendere il controllo dei tre Helicarrier, facendoli distruggere a vicenda. L'Helicarrier su cui si trovano Rogers e il Soldato d'Inverno si schianta contro il Triskelion e Rogers cade nel fiume Potomac perdendo i sensi. Il Soldato d'Inverno lo trascina fuori dall'acqua per poi scappare nel bosco. Con lo S.H.I.E.L.D. compromesso Natasha compare di fronte a una commissione del Senato per dare spiegazioni e Fury, creduto morto, si dirige alla ricerca delle restanti cellule dell'Hydra, mentre Rogers e Wilson decidono di andare alla ricerca del Soldato d'Inverno.
Nella scena durante i titoli di coda, il Barone Strucker e alcuni scienziati, in un laboratorio dell'Hydra, studiano lo scettro di Loki e due prigionieri: uno è in grado di muoversi a una velocità incredibile, mentre l'altra possiede poteri telecinetici. Nella scena dopo i titoli di coda, il Soldato d'Inverno visita il memoriale di Bucky allo Smithsonian Institution.

## Personaggi

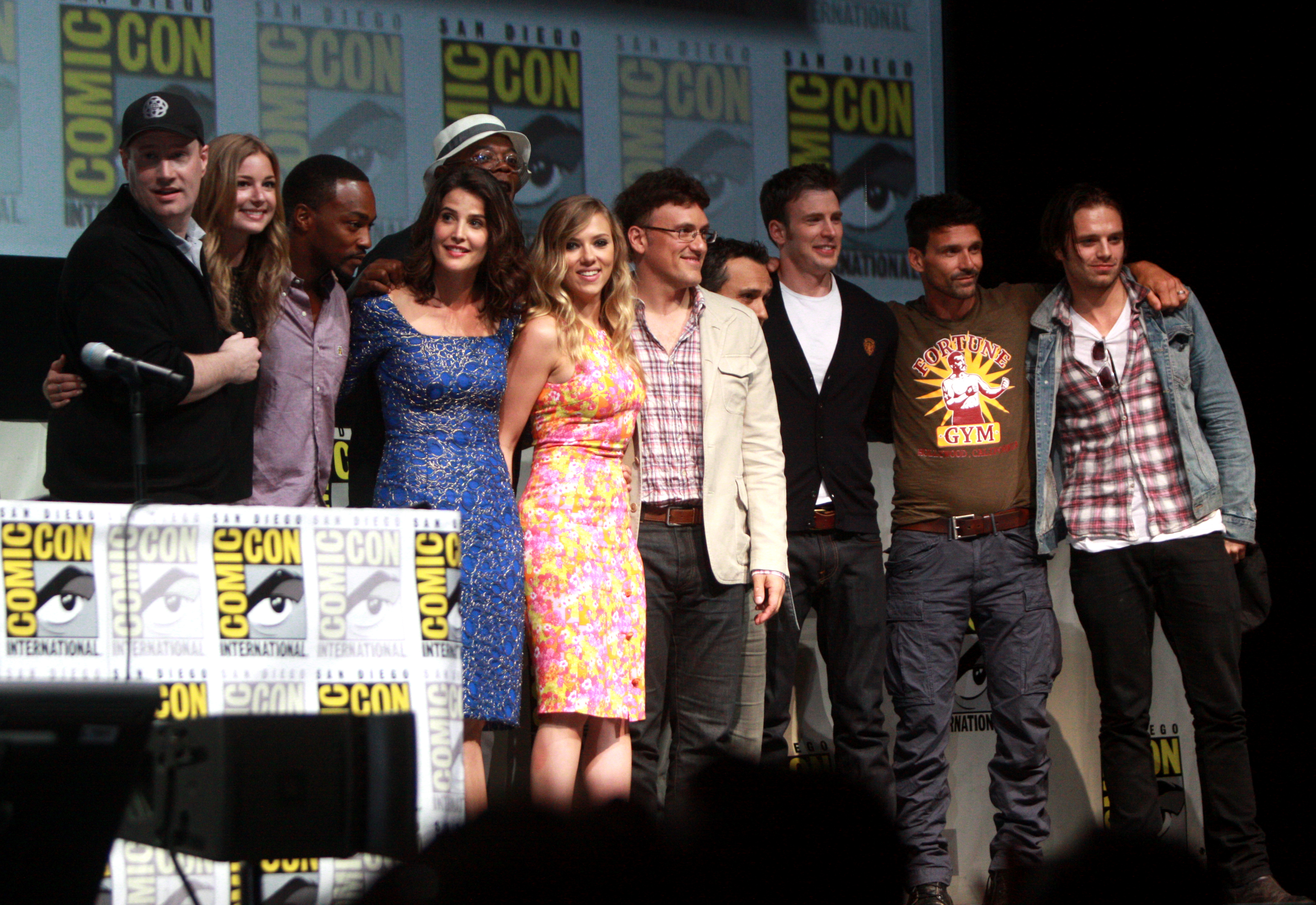
Il cast del film al San Diego Comic-Con International

- Steve Rogers / Capitan America, interpretato da Chris Evans: un soldato della Seconda guerra mondiale che attraverso un siero possiede capacità fisiche umane potenziate. Parlando del suo adattamento al mondo moderno, Evans ha dichiarato: "Non è tanto scioccato dai cambiamenti tecnologici, quanto dai cambiamenti sociali. Lui viene dal '40, il mondo era più regolare, adesso è difficile dire chi è a posto e chi non lo è".
- Natasha Romanoff / Vedova Nera, interpretata da Scarlett Johansson: una spia altamente addestrata che lavora per lo S.H.I.E.L.D. Nel film verrà esplorato maggiormente il suo passato, e si creerà un'amicizia stretta col Capitano.
- Bucky Barnes / Soldato d'Inverno, interpretato da Sebastian Stan: il migliore amico di Steve Rogers, dato per morto durante la seconda guerra mondiale, viene trasformato in uno spietato assassino dopo un lavaggio del cervello da parte dell'Hydra.
- Sam Wilson / Falcon, interpretato da Anthony Mackie: un ex-paracadutista esperto nel combattimento aereo tramite delle ali meccaniche. È alleato di Capitan America.
- Maria Hill, interpretata da Cobie Smulders: una agente che lavora a stretto contatto con Nick Fury.
- Brock Rumlow, interpretato da Frank Grillo: un agente dello S.H.I.E.L.D., operativo del Team S.T.R.I.K.E., in realtà membro dell'Hydra.
- Sharon Carter / Agente 13, interpretata da Emily VanCamp: un’agente S.H.I.E.L.D. e vicina di Steve Rogers.
- Peggy Carter, interpretata da Hayley Atwell: un ufficiale in pensione della Strategic Scientific Reserve, cofondatrice dello S.H.I.E.L.D. e interesse amoroso di Steve Rogers.
- Arnim Zola, interpretato da Toby Jones: uno scienziato dell'Hydra della seconda guerra mondiale.
- Hawley, interpretata da Jenny Agutter: un membro del Consiglio di Sicurezza Mondiale; il personaggio era già apparso in The Avengers (2012).
- Alexander Pierce, interpretato da Robert Redford: uno dei vertici dello S.H.I.E.L.D., in realtà membro dell'Hydra.
- Nick Fury, interpretato da Samuel L. Jackson: il direttore dello S.H.I.E.L.D.

Inoltre Maximiliano Hernández e Garry Shandling riprendono i loro ruoli dai precedenti film del MCU di Jasper Sitwell e il senatore Stern, rispettivamente. Georges St-Pierre interpreta Georges Batroc. Callan Mulvey interpreta Jack Rollins. Chin Han, Alan Dale e Bernard White interpretano i membri del Consiglio di Sicurezza Mondiale. Stan Lee fa un cameo nei panni di una guardia dello Smithsonian Institution. Ed Brubaker, creatore del personaggio, fa un cameo nei panni di uno degli scienziati che lavora al Soldato d'Inverno. Il co-regista Joe Russo interpreta un medico che aiuta Nick Fury. Thomas Kretschmann, Henry Goodman, Elizabeth Olsen e Aaron Taylor-Johnson interpretano rispettivamente il Barone Strucker, il dottor List, i gemelli Wanda e Pietro Maximoff nella scena durante i titoli di coda.

## Produzione
Il budget del film è stato di 170 milioni di dollari.

### Riprese
Le riprese del film sono iniziate nell'aprile 2013 e si sono svolte negli Stati Uniti d'America, nelle città di Washington, Los Angeles, Cleveland e nei Raleigh Manhattan Beach Studios di Manhattan Beach.

## Promozione
Il primo trailer è stato diffuso online il 24 ottobre 2013. Nello stesso giorno viene diffuso il trailer italiano.

## Distribuzione

### Data di uscita
La pellicola è stata distribuita nelle sale cinematografiche statunitensi a partire dal 4 aprile 2014 ed in quelle italiane dal 26 marzo.
La première italiana del film si è tenuta il 15 marzo a Milano in occasione del Cartoomics.

### Edizione italiana
La direzione del doppiaggio e i dialoghi italiani sono stati curati da Marco Guadagno, per conto della Dubbing Brothers Int. Italia.

## Accoglienza

### Incassi
Captain America: The Winter Soldier ha ottenuto un incasso pari a 259766572 $ in Nord America e 454654931 $ nel resto del mondo, per un incasso mondiale di 714421503 $.
Il film è il settimo maggior incasso mondiale del 2014 e il quarto maggiore incasso nel Nord America del 2014.

### Critica
Il film è stato accolto positivamente dalla critica cinematografica. L'aggregatore di recensioni Rotten Tomatoes riporta una percentuale di gradimento del 90% con un voto medio di 7,7 su 10, basandosi su 312 recensioni; il consenso critico del sito recita: "Ricco di suspense e politicamente astuto, Captain America: The Winter Soldier è una voce superiore nel canone degli Avengers ed è sicuro di entusiasmare gli irriducibili della Marvel". Su Metacritic ha un punteggio di 70 su 100 in base a 48 recensioni.

## Riconoscimenti
- 2015 – Premio Oscar[15]
  - Candidatura ai migliori effetti speciali
- 2014 – Critics' Choice Awards
  - Candidatura al miglior film d'azione
  - Candidatura al miglior attore in un film d'azione a Chris Evans
- 2014 – Teen Choice Awards[16]
  - Candidatura al miglior film fantasy/fantascienza
  - Candidatura al miglior attore in un film fantasy/fantascienza a Chris Evans
  - Candidatura alla miglior attrice in un film fantasy/fantascienza a Scarlett Johansson
  - Candidatura alla miglior chimica a Chris Evans e Anthony Mackie
  - Candidatura al miglior bacio a Chris Evans e Scarlett Johansson
  - Candidatura al miglior ruba scena ad Anthony Mackie
- 2015 – Empire Awards[17]
  - Candidatura al miglior thriller
- 2015 – Kids' Choice Awards[18]
  - Candidatura all'attore d'azione preferito a Chris Evans
  - Candidatura all'attrice d'azione preferita a Scarlett Johansson
- 2015 – Motion Picture Sound Editors Golden Reel Awards
  - Candidatura ai migliori effetti sonori
- 2015 – MTV Movie Awards[19][20]
  - Candidatura al miglior combattimento a Chris Evans e Sebastian Stan
  - Candidatura al miglior bacio a Chris Evans e Scarlett Johansson

- 2015 – E! People's Choice Awards
  - Attore preferito in un film d'azione a Chris Evans
  - Candidatura al film preferito dal pubblico
  - Candidatura al film d'azione preferito dal pubblico
  - Candidatura al miglior duetto a Chris Evans e Scarlett Johansson
  - Candidatura all'attrice preferita a Scarlett Johansson
  - Candidatura all'attrice preferita in un film d'azione a Scarlett Johansson
- 2015 – Saturn Awards[21]
  - Candidatura alla migliore trasposizione da fumetto a film
  - Candidatura al miglior attore a Chris Evans
  - Candidatura al miglior attore non protagonista a Samuel L. Jackson
  - Candidatura al miglior attore non protagonista ad Anthony Mackie
  - Candidatura alla miglior attrice non protagonista a Scarlett Johansson
  - Candidatura alla miglior regia ad Anthony e Joe Russo
  - Candidatura alla miglior sceneggiatura a Christopher Markus e Stephen McFeely
  - Candidatura al miglior montaggio a Jeffrey Ford e Matthew Schmidt
  - Candidatura alla miglior scenografia a Peter Wenham
  - Candidatura alla miglior colonna sonora a Henry Jackman
  - Candidatura ai migliori effetti speciali a Dan DeLeeuw, Russell Earl, Bryan Grill e Dan Sudick
- 2015 – VES Awards
  - Candidatura al miglior ambiente creato in un film
  - Candidatura ai migliori effetti simulati in un film

## Sequel
Il sequel, intitolato Captain America: Civil War, è uscito nelle sale italiane il 4 maggio 2016, nuovamente diretto da Anthony e Joe Russo e scritto da Christopher Markus e Stephen McFeely. Evans, Johansson, Stan, Mackie, VanCamp e Grillo riprendono i rispettivi ruoli da The Winter Soldier, e a loro si uniscono Robert Downey Jr. come Tony Stark / Iron Man, Paul Bettany come Visione, Jeremy Renner come Clint Barton / Occhio di Falco, Don Cheadle come James Rhodes / War Machine, Elizabeth Olsen come Wanda Maximoff / Scarlet Witch e Paul Rudd come Scott Lang / Ant-Man. Sono stati inoltre introdotti Tom Holland nei panni di Peter Parker / Spider-Man e Chadwick Boseman nei panni di T'Challa / Black Panther.
Nell'aprile 2021 è stato annunciato un quarto film, intitolato Captain America: Brave New World, che è uscito 14 febbraio 2025 negli Stati Uniti.